# Polynema rubriventris
Polynema rubriventris är en stekelart som beskrevs av Perkins 1910. Polynema rubriventris ingår i släktet Polynema och familjen dvärgsteklar. Inga underarter finns listade i Catalogue of Life.